# 덴마크 해협 해전
덴마크 해협 해전(Battle of the Denmark Strait)은 제2차 세계대전 중 1941년 5월 24일 영국 해군과 독일 해군 사이에서 벌어진 해전이다. 통상파괴작전을 위해 북대서양으로 출격하려는 독일 전함 비스마르크(Bismarck)와 중순양함 프린츠 오이겐(Prinz Eugen)를 영국 전함 HMS 프린스 오브 웨일스(Prince of Wales)와 순양전함 HMS 후드(Hood)가 덴마크 해협에서 영격했다. 영국 함대가 포격을 개시한지 10분도 채 되지 않았을 때 '비스마르크'의 포탄이 '후드'의 후부탄약고 부근에 명중했다. 순식간에 '후드'는 폭발했고, 3분도 되지 않아 침몰했다. 생존자는 겨우 3명뿐이었다. '프린스 오브 웨일스'는 '비스마르크'와 교전을 계속했으나, 주기의 심각한 고장에 시달리고 있었다. 이 전투의 피해가 더해져 주포의 대부분이 사용할 수 없게 되어 전투에서 이탈할 수 밖에 없었다. 전투는 독일의 전술적 승리라 생각할 수 있지만, '비스마르크'는 연료 탱크에 피해를 입어 속도가 저하되어 대서양에서의 군사 작전은 포기해야 했고, 결국 3일 후 침몰하고 말았다.

## 배경

위 중심에서 전투 준비. 독일의 이동은 빨강, 영국은 검정, 현재 경계선상의 그림.

1941년 5월 18일 독일해군의 최신 전함 '비스마르크'는 광범위한 시험을 마침내 끝내고, 처녀항해인 통상파괴작전 "라인 연습 작전"에 출격하기 위한 정비에 들어갔다. 비스마르크는 역시 이번이 첫 임무를 맡는 중순양함 '프린츠 오이겐'을 따라오게 했다. 독일의 함대 사령관 귄터 뤼첸스 제독은 그린란드와 아이슬란드 사이에 있는 덴마크 해협(Denmark Strait)을 통과해 대서양으로 출격해 북대서양의 연합국 수송선단(Convoy)을 공격하고자 했다. 전쟁 초기 전함 샤른호스트(Scharnhorst) 및 그나이제나우(Gneisenau)등의 독일 주력함에 의한 습격은 적에게 커다란 피해를 주었고, 영국은 선단호위를 위해 리벤지급(Revenge class) 등의 구식전함을 여러 척을 사용할 수밖에는 없었다. 이들 전함은 구식인데다 느렸으나, 15인치(38cm)포로 무장했기에 독일의 중순양함 및 포켓 전함보다 강력했다. 그러나 '비스마르크'와 '프린츠 오이겐'의 조합은 이런 전함 1척의 호위를 받는 수송선단을 습격하는 위험도 감수하는 것이 가능했다. 그래서 비스마르크가 호위 전함에 포격을 가할 때 프린츠 오이겐이 호위함을 잃은 상선을 공격해 침몰시키기로 한 것이다.
2척의 배가 그린란드-아이슬란드-영국 사이의 갭(GIUK gap)를 뚫고 서쪽으로 나갈거라 예측했다. 발트해에서 중립국 스웨덴을 통과할 때, 중립국 스웨덴 순양함 고틀란드와 초계기의 첫 접촉이 있었고;, 영국 대사관에 보고서를 보내 영국 해군은 차단을 위해 함선이 있을 가능성이 있는 경로를 감시했다. 추격을 지원하기로 한 항공기는 비스마르크 전대가 돌파를 기도할 시점에는 구름과 비 때문에 그 역할을 해내지 못했다. 5월 23일 저녁 존재를 은닉하고 악천후란 이점에도 불구하고 비스마르크 전대는 27노트(31mph; 50 km/h)속도로 항해하던 중 영국 중순양함 노포크(Norfolk)와 서포크(Suffolk)에 의해 발각되었다. 이들 순양함은 8인치 포로 무장하였다. 그들은 해군 소장 프레데릭 웨이크-워커의 지휘하에 덴마크 해협을 순찰하던 중이었다. 서퍽는 새롭게 설치된 레이다를 사용해 순양함은 밤새도록 비스마르크 전대를 감시하고, 그 움직임을 계속 보고했다.
다음날 이른 아침, 비스마르크 전대는 아이슬란드와 그린란드 사이의 해협에서 영국 함대의 공격을 받게 되었다. 영국 함대는 전함 '프린스 오브 웨일스'와 순양전함 '후드' 및 6척의 호위 구축함부대 로 이루어졌고, 후드에 탑승한 란슬롯 홀랜드 해군 중장이 사령관으로써 이들을 지휘했다. '프린스 오브 웨일스'는 새로 취역한 킹 조지 5세급 전함으로 '비스마르크'와 거의 비슷한 크기와 공격력을 갖고 있었으나, "친숙 훈련" 을 끝마치지 못해 승조원은 미숙한 상태였다. 거기에 주 병장에 관해 기계적인 문제를 안고 있어, 아직 조선소의 공원을 탑승시킨 채로 출동한 상태였다.
'후드'는 1918년에 취역한 이래 20년에 걸쳐 세계 최대의 군함이었다. 두 차례의 세계대전에 있어 후드는 기타 다른 군함보다도 그리고 자국뿐만 아니라 세계속에서 영국의 해군력의 상징으로 비춰지고 있었다. 그러나 그 장갑은 전함보다도 얇았고, 특히 하층갑판의 장갑은 원거리에서 수직에 가까운 각도로 날아오는 포탄에 대처하기에는 빈약했다. 불행하게도 제2차 세계대전을 향한 급격한 정세의 전개는 후드의 완전 개장; 특히 하층갑판의 장갑을 3인치(7.6cm)에서 5~6인치(15cm)로 강화를 허용하지 않았다. 그러나 그래도 후드의 15인치(38.1cm) 포의 위력은 기타 다른 전함에도 대항할 만한 것이었다.
그러나 후드는 노후화가 진행되어 가고 있었고, 1941년에는 구식이 되어 있었다. 독일 해군은 1940년에 전함과 순양전함 개념을 합쳐놓은 배인 비스마르크급 전함 2척을 건조했던 것이다.
그리고 그 2척 가운데 하나인 비스마르크가 후드를 향해 가고 있었다. 프린츠 오이겐도 무시할 수 없었다. 순양함이었지만 굉장한 전투력을 소유한 최신 배였던 것이다.
멀리 떨어진 남동쪽 지점에는 홀랜드 제독의 상관인 존 토베이 경 제독이 홀랜드 제독에게 프린스 오브 웨일스를 후드보다 먼저 가도록 허락하는 명령을 해야 할 것인지 말 것인지 고민했다. 이 배치라면 장갑이 두꺼운 프린스 오브 웨일스가 적의 포화를 끌어들일 수 있었다. 그는 이 명령을 내리지 않기로 결정했다. 그는 다음과 같이 말했다. "나는 상관에 의한 그런 간섭이 정당화 되는 것은 아니라고 생각하고 있었다.” "

## 어긋난 계획

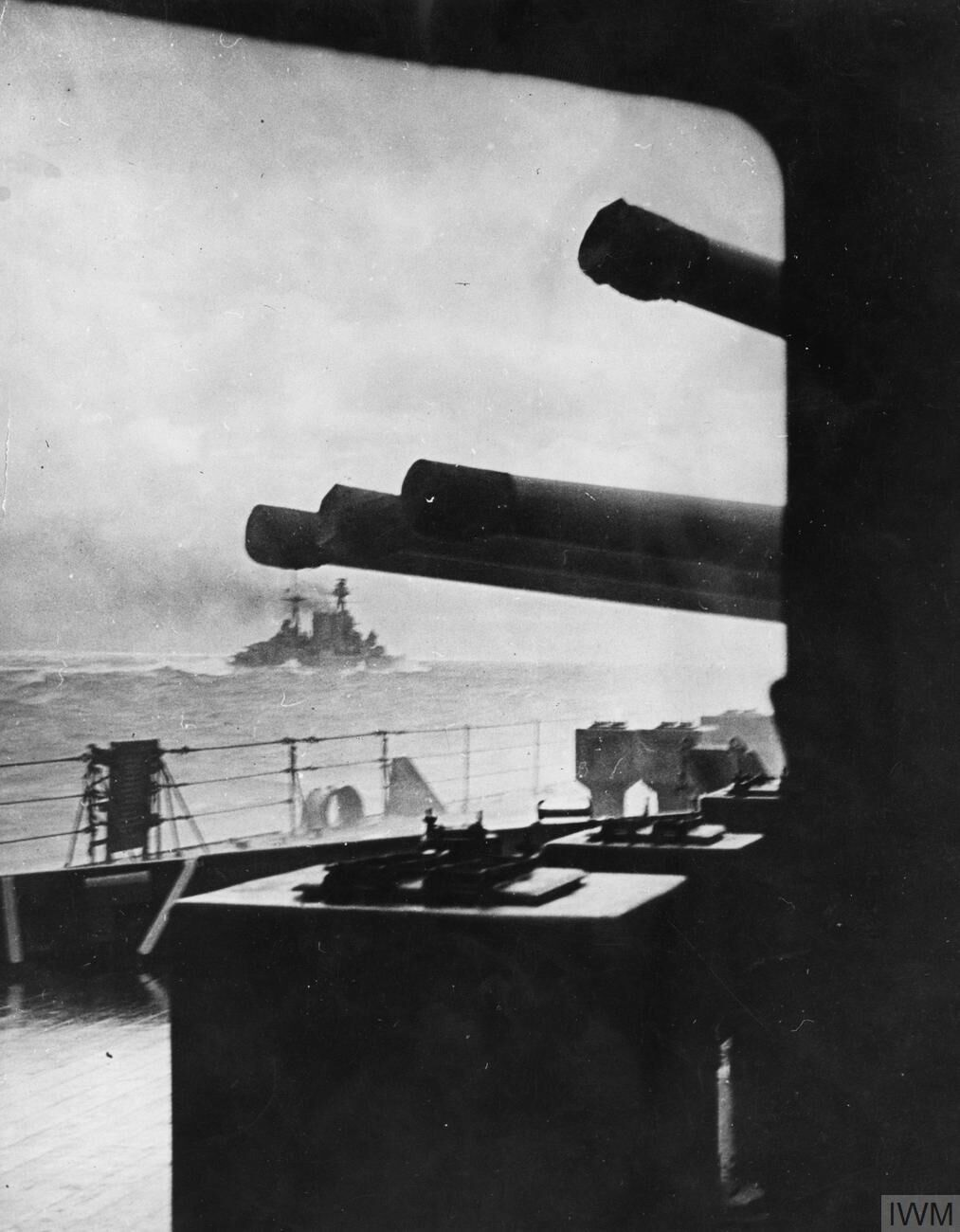
비스마르크를 맞이하기 위해 나서는 후드의 최후 사진. 전경에 보이는 3문의 함포 뒤로 프린스 오브 웨일스의 'A' 포탑이 보인다. The guns in the photo appear to be from a triple turret, but untrimmed versions of this photo reveal that it is a quad, with one gun independently elevated to a position out of view.

홀랜드의 계획은 후드와 프린스 오브 웨일스가 비스마르크와 교전하게 하고, 서포크와 노포크가 프린츠 오이겐과 전투를 벌이는 것이었다(이것은 프린츠 오이겐이 비스마르크의 뒤쪽에서 항해를 하고 있다는 홀랜드의 가정에 근거한 것이다). 홀랜드는 이를 프린스 오브 웨일스의 존 리치(John C. Leach) 함장에게 신호로 알려주었으나, 자신의 위치를 밝혀지는 것이 두려워 무선 침묵(radio silence)을 해제하지 않고, 서퍽와 노퍽의 제1 구축함 전대 사령관 웨이크-워커 해군소장에게 무선연락도 하지 않았다. 홀랜드는 02:00(영국 표준 시각으로 02시00분. 이하 같음)에서 비스마르크를 마주하기 바랐다. 이 위도에서 일몰은 01:51(배 시각으로 기준시간에 비해 4시간 먼저), 그렇게 된다면 비스마르크와 프린츠 오이겐은 석양의 잔광을 배경으로 실루엣이 비춰지게 되고, 후드와 프린스 오브 웨일스는 땅거미에 묻혀 비스마르크의 포탄의 급각도 낙하가 후드를 위협하지 않는 거리까지 빠르게 접근할 수 있게 된다. 비스마르크 전대는 이 시간대의 공격을 예상하지 못하고 있을 것이기 때문에 영국 함대는 기습의 효과를 기대했다.
이 계획이 성공할지에 대한 여부는 서퍽가 비스마르크 전대를 계속 추적하는 데에 걸려 있었다. 그러나 서퍽는 00:28시 비스마르크를 놓쳐버린다. 그때부터 1시간 30분 동안 홀랜드는 적의 그림자를 발견하기 위해 노퍽 또는 서퍽로부터 정보를 얻는 일도 하지 않았다. 어쩔 수 없이 홀랜드는 후드와 프린스 오브 웨일스에게 남남서쪽으로 방향을 전환할 것을 명령하고, 마찬가지로 구축함대에게 북쪽을 수색하게 했다.
비스마르크를 놓쳐버린 사이 2개의 전대는 간발의 차이로 엇갈려 있었다. 비스마르크 전대는 01:41 에 그린란드의 결빙라인을 따라 서쪽으로 항로를 변경해 전진했다. 영국 전대는 그보다는 훨씬 이른 시각에 이 항로를 지나갔다. 비스마르크 전대가 이 항로를 변경할 때 영국의 구축함 부대는 남동 10마일(8.7nmi;16km)의 지점에 있었다. 시계가 3~5마일(2.6-4.3 nmi; 4.8-8.0 km)로 나쁘지 않았다면 비스마르크 전대는 발각되었을 것이다.
1941년 5월 24일 이른 아침 비스마르크와 프린츠 오이겐은 덴마크 해협의 가장 좁은 지점을 지났다. 비스마르크는 프린츠 오이겐 후방 1,750야드 위치에서 항해하는 중이었다. 두 함선 모두 28노트로 항해 중이었다.
02:03 후드와 프린스 오브 웨일스는 200도로 경로를 변경한다. 구축함들은 북쪽을 수색하기 위해 두 함선과 헤어진다.
03:00 직전에 비스마르크 전대는 서퍽에게 발각되었다. 후드와 프린스 오브 웨일스는 35마일(30 nmi; 56 km) 떨어져 비스마르크 전대보다 조금 앞서가고 있었다. 홀랜드는 28노트(32 mph; 52 km/h)로 증속해 비스마르크 전대로 향하라고 신호했다. 서퍽의 접촉 상실은 영국 전대에게 불리하게 움직였다. 영국 전대는 홀랜드가 기도한 정면을 횡단하는 형태로 급속히 접근하지 않고, 낮은 각도를 취해 천천히 접근해야 했다. 이것은 후드가 비스마르크의 급각도의 포탄에 약점을 장시간 동안 노출한다는 것을 의미한다.
03:20 비스마르크 전대가 서쪽으로 항로를 변경한다고 서퍽이 보고할 때 상황은 더욱 악화되었다. 이미 양 전대는 거의 나란히 항해하고 있었다.
03:40 후드와 프린스 오브 웨일스는 240도로 경로를 다시 변경하고 28노트로 가속하였다.
05:25 프린츠 오이겐이 무엇인가 접근하고 있는 것 같다는 신호를 비스마르크에 보냈다. 두 개의 서로 다른 고속으로 움직이는 물체가 멀지 않은 곳에 있는 것 같다고 담당 장교가 보고했던 것이다. 하지만 함교에서는 아무것도 보지 못했다.
05:27 프린츠 오이겐의 감시병이 수평선 근처에서 두 개의 표적을 발견한다. 2분 후에는 전방 사격통제실에서 두 개의 연기 기둥을 발견했다고 보고했다.
독일 함대는 경계태세에 들어갔다.
05:32 비스마르크와 프린츠 오이겐이 220도로 경로를 변경하고 28노트 가속하였다.
05:35 프린스 오브 웨일스의 감시병이 17마일(15 nmi;27 km)의 거리에서 비스마르크를 발견했다. 비스마르크는 이미 수중청음장비(hydrophonic equipment)을 통해 영국 전대에 대해 경계 태세에 들어갔었고, 10분 후 영국함의 매연과 마스트를 육안으로 포착했다. 홀랜드는 이쯤에서 서퍽과 합류해 비스마르크를 추격하면서, 토베이의 킹 조지 5세와 다른 함선을 기다리거나, 또는 자신의 전대에 공격을 명령하는 선택의 기로에 서게 되었다. 그는 05:37에 결단을 내렸다. 거친 해협의 바다에서는 구축함은 대부분 자신의 역할을 해내지 못하고, 또한 노퍽와 서퍽의 순양함 부대는 비스마르크와의 전투에 참전하기에는 멀리 떨어져 있었기 때문이다.

## 전투 개시

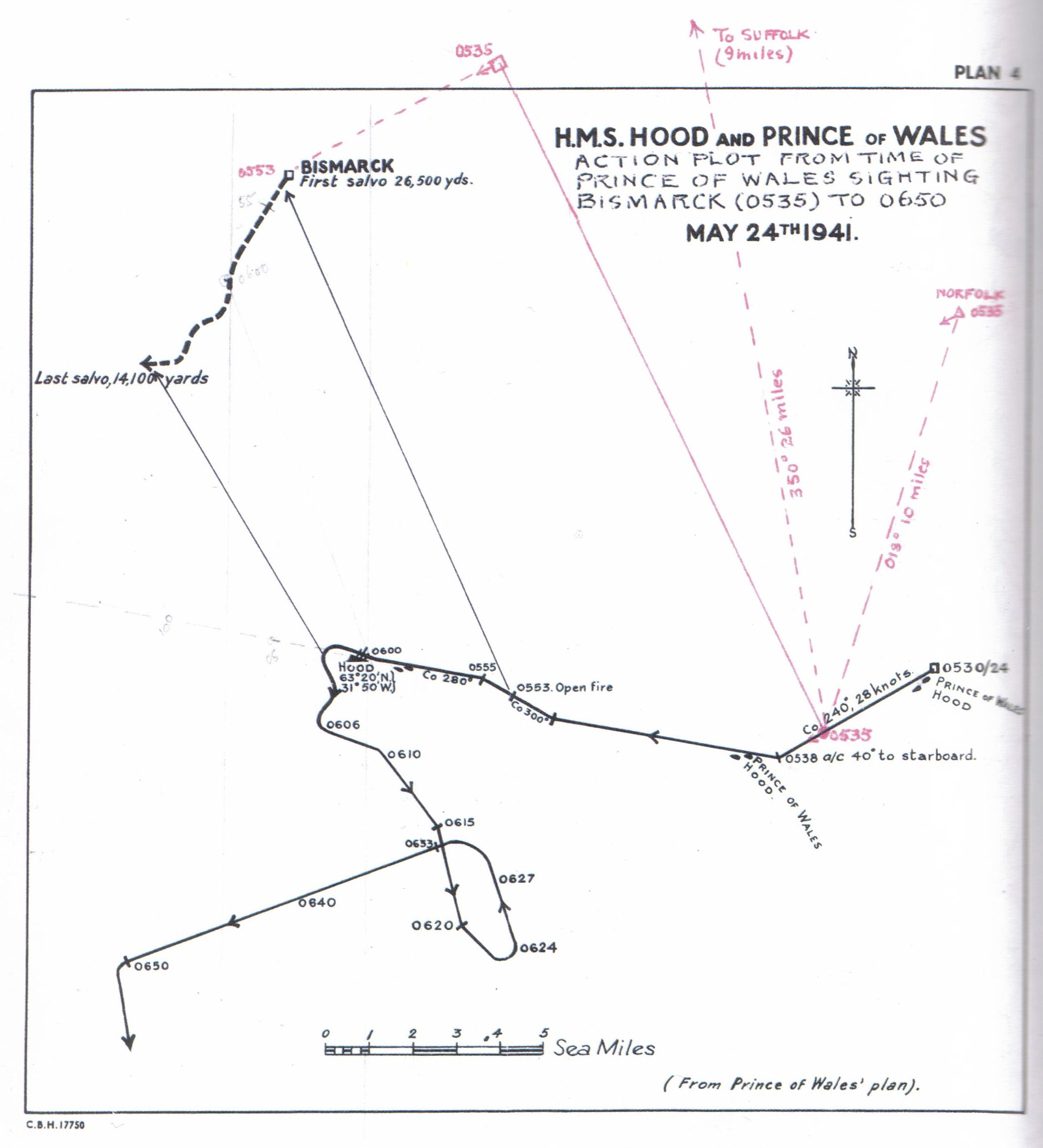
덴마크 해협 해전에서 HMS "프린스 오브 웨일스" 원본 항로도. 주석에 사본 추가

05:37 홀랜드 중장은 280도로 경로를 다시 변경하고 28노트로 가속하였다. 이러한 각도는 후드에 최대한의 함포를 쓸 수 있게 하는 각도였다.
05:52 후드는 약 24,200 m의 거리에서 포격을 개시했다. 홀랜드는 처음 앞서가던 프린츠 오이겐을 그 위치 때문에 비스마르크로 착각하고 포격을 명령했다. 홀랜드는 곧 명령을 수정해, 지휘하의 두 함선에게 뒤에 가던 비스마르크와 교전하라고 명령했다. 프린스 오브 웨일스는 이미 비스마르크를 정확히 확인했지만, 후드는 잠시동안 프린츠 오이겐에게 발포를 계속하려고 생각했다.
홀랜드는 포술의 전문가였기에 후드의 수평방어의 취약성과 거기서 야기하는 위험을 잘 알고 있었기 때문에, 재빨리 거리를 좁히는 것을 원했다. 거리가 짧아지면 비스마르크의 포탄 탄도가 수평에 가까워져, 갑판이 아닌 현측에 맞거나 또는 상갑판을 뛰어넘을 것이었다. 그러나 홀랜드는 거리를 좁히기 위해 독일 함대를 가로질러 훨씬 전방에 있는 각도로 항해했다. 이것은 영국의 주력함의 주포 18문 중에 사용할 수 있는 것은 전방으로 향한 약 10문에 불과하다는 것을 의미하며, 비스마르크에게 있어서는 뜻하지 않은 행운이었다. 게다가 프린스 오브 웨일스의 주포 중 1문은 최초 일제 사격에서 고장을 일으켰기에 10문은 이제 9문으로 줄어 있었다. 더욱이 영국 전대의 포화가 2개의 목표로 분산된 사이, 비스마르크 전대는 모든 함포를 후드에 조준하였다. 노퍽과 서퍽이 비스마르크에 접근해 후방에서 비스마르크를 위협하라는 명령을 내렸으면 비스마르크의 후부 포탑이 그쪽을 향하면서 교전의 화력이 감소되었을지도 모른다.
홀랜드가 이것을 고려했을 가능성도 있다. 비스마르크의 후부화기관재실에 보내진 “2척의 순양함을 경계하라”라는 명령은 뤼첸스가 이러한 움직임을 예상하고 있었음을 나타내는 것이다. 그러나 홀랜드는 웨이크 포커에게 이 명령을 내리지 않았고, 기회가 찾아오는 일은 없었다.
비스마르크 전대는 또한 바람이 불어오는 쪽(weather gauge)의 이점도 가지고 있었다. 이것은 영국함이 바람을 향해 나아가기 어려워진다는 것과 파도가 밀어닥쳐 "A" 포탑(turret) 42피트 (13m) 바르 앤 스투로드(Barr and Stroud) 거리 측정기(coincidence rangefinder)와 영국함 "B" 포탑 30피트 (9.1m) 거리측정기의 렌즈를 흠뻑 젖어 사용이 어렵게 된것을 의미하고, 그 대신 사령탑에 있는 소형의 15피트 (4.6m) 측정기를 사용할 수 밖에 없게 되었다는 점이다. 덧붙여 홀랜드 중장은 프린스 오브 웨일스에게 후드의 코스와 속도에 맞추도록 일일이 간섭해 후드의 근처에 있도록 명령했다. 이것은 독일측에게 있어 거리측정을 유리하게 했을 뿐만 아니라 영국 측에 있어 탄착이 후드와 프린스 오브 웨일스 들 중 누구의 것인지 판별을 어렵게 만들었다.
최초로 명중탄을 얻은 것은 프린스 오브 웨일스였다. 그리고 3회에 걸쳐 비스마르크를 맞혔다. 첫 번째는 지휘관정에 명중해, 함의 중앙부에 있는 수상기 사출용 캐터펄트를 사용불능으로 만들었다. 제2탄의 명중탄은 함수를 한쪽에서 반대측까지 관통했고, 제3탄은 흘수선 아래에 있는 선체에 맞았다. 제2, 제3의 명중탄은 가벼운 피해와 중간 정도의 침수를 야기했다. .더 중요한 것은 함수에 대한 피해로 1,000 롱톤(1,000 t)의 연료를 저장하는 전부연료탱크를 파괴한 것이었다. 그 결과 비스마르크는 속도를 2노트(2.3 mph; 3.7 km/h)감소시킨 것과 더불어 확실하게 눈으로 확인되는 9도 와 2미터(6.6 ft) 기름띠를 자신들의 항적에 남기게 되었다.

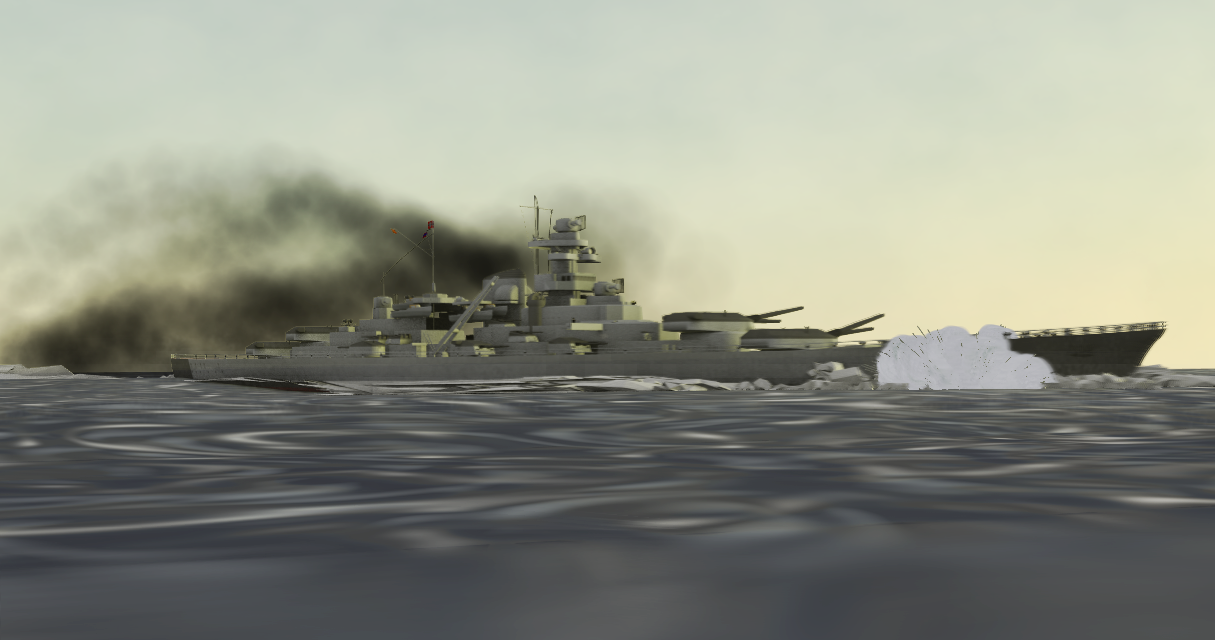
A modern reconstruction showing a 14-inch shell from HMS Prince of Wales penetrating Bismarcks bow.

뤼첸스는 05:55까지 포격전을 지속했다. 그 사이 비스마르크와 프린츠 오이겐 2척 모두 후드를 목표로 삼았다. 뤼첸스 제독은
비스마르크의 제1 포술장교 아델베르트 쉬나이더는 비스마르크의 사령관이자 함장인 에른스트 린데만 대령에게 명령을 전달했다. : !)
후드의 보트 갑판에 명중된 포탄은 곧 사용하려고 포측에 배치한 4인치(10cm) 포의 탄약에 착화되어 제법 큰 화재를 일으켰으나, 이 화재는 함의 다른 영역으로까지 번지지 않아 폭발로 이어지지는 않았다. 또한 미확인이지만 후드는 함교의 기반과 전장 돛대 위에 설치된 망루 레이다 디렉터에도 명중탄을 맞았을 가능성도 있었다.
이때 비스마르크와 프린츠 오이겐 둘 중 어느 함선이 후드에 명중탄을 쏘았는지는 논란의 대상이다. 헬무트 브릭크만 사령관 지휘하의 프린츠 오이겐은 프린스 오브 웨일스를 포격의 대상으로 하고 있었으므로 후드에 명중탄을 맞추지는 않았을 것이라는 주장이 있었다. . 그러나 프린츠 오이겐의 포술장교이며 훗날 주요 증언자였던 파울 슈마렌바흐는 이를 부정하고, 프린츠 오이겐의 표적도 후드였다고 진술했다.

## 후드의 격침

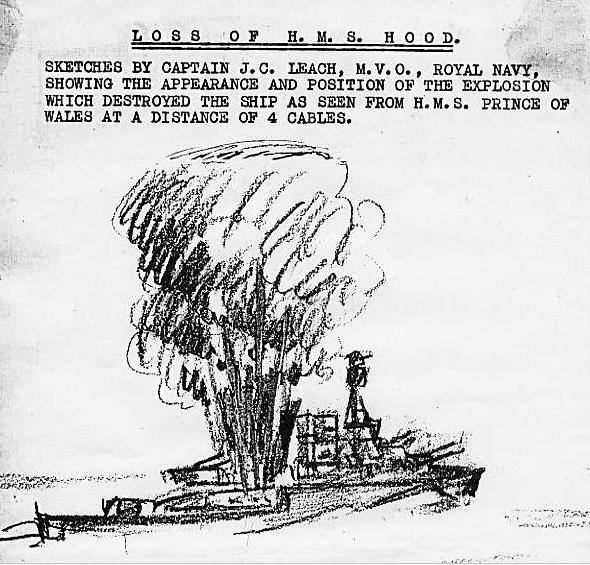
1941년 2번째 사문위원회에 제출된 프린스 오브 웨일스의 존 리치 (HMS 프린스 오브 웨일스"의 함장')의 스케치. 대폭발 직전에 주교 부근에서 분출해 선체후부를 시계에서 가린 연기 또는 화염의 기둥을 나타내고 있다. 이 현상은 기관실 통풍기에서 흘러나온 콜타이트 화약의 불꽃이라 생각된다. (본문참조).

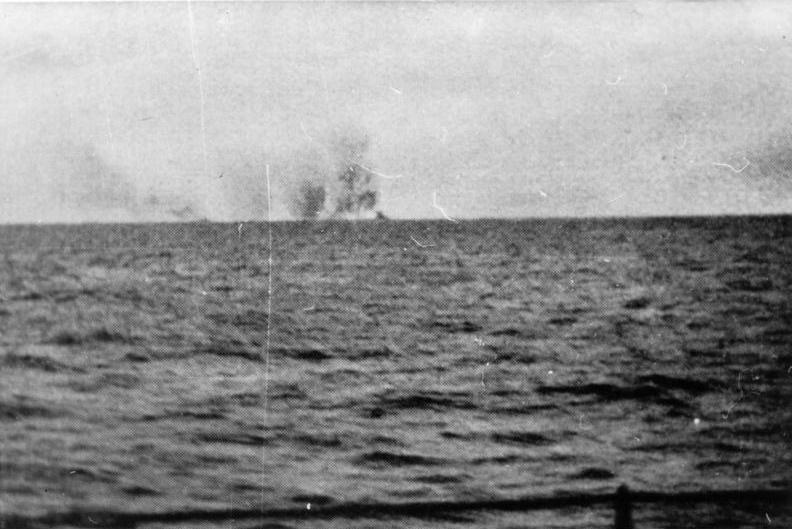
A photo probably taken from the Prinz Eugen shows the Hood exploding in the far distance with the Prince of Wales nearby

06:00 에 홀랜드는 부대에게 다시 한번 왼쪽으로 회두하라고 명령하고, 후드와 프린스 오브 웨일즈의 주포를 모두 적으로 향하도록 하였다. 이 회두의 도중 프린스 오브 웨일즈 함상에서는 약 9마일(7.8 nmi; 14 km) 거리의 비스마르크의 일제사격의 포탄이 후드의 돛대 주변에 착탄하는 것이 보였다. 그리고 그 15인치(38 cm) 포탄의 1발이 후드의 주 돛대와 그 후방에 있던 X포탑 사이 어딘가를 직격했다.
직후에 주 돛대부근에서 거대한 햇불의 불길처럼 거대한 불기둥이 뿜어졌다. 그리고 뒤이은 폭발이 중앙부에서 Y포탑에 이르는 선체의 대부분을 파괴했다. 선체는 2개로 분리되어, 곧 후부가 침몰했다. 함수부도 고개를 회전하면서 곧 뒤를 따랐다. 함수부가 침몰하기 직전에 전부포탑이 아마 죽음을 선고받은 포원에 의해 최후의 일제사격을 벌였다..
이 최후의 일제사격의 최소한 1발이 비스마르크의 연료탱크를 관통해 커다른 구멍을 뚫었고 이로 인해 비스마르크의 연료유실이 빨라져 결국 연합국 함대의 추격을 뿌리치고 프랑스로 도주하는 것을 막았다는 주장이 제기되었다. 그러나 이 명중탄은 프린스 오브 웨일스의 14인치(35.6cm)포탄(위에 서술한 3 일제사격의 1)인 것으로 생각하는 것이 통상적이다.
파편은 5마일(0.43 nmi; 0.80 km) 후방의 프린스 오브 웨일스에도 비처럼 쏟아져 내렸다. 후드는 겨우 3분만에 침몰했다. 홀랜드 중장을 포함한 1,415명이 운명을 함께했다. 선원 중에 살아남은 사람은 2시간 후 구축함 HMS 엘렉트라(Electra)에 의해 구조된 (테드 브링그스(Ted Briggs), 보브 틸반(Bob Tiburn)과 빌 던더스(Bill Dundas)) 약 3명뿐이었다.
영국 해군본부는 후일 후드 침몰의 원인으로 비스마르크의 15인치(38 cm) 포탄의 1발이 탄약고(magazines)에 침입해 파멸적 폭발을 일으킨 가능성이 가장 높다고 결론을 내렸다. 최근 잠수정에 의한 조사에 따르면 최초의 폭발은 4인치(10 cm)포의 탄약고에서 일어났고, 이것이 탄약운반로를 통해 15인치( 38 cm)포의 탄약고에 인화된 것으로 생각된다.
2001년 발견된 잔해의 조사에 의하면 주 돛대부근의 4인치 포의 탄약고의 폭발이 목격된 수직의 불기둥의 원인이었고, 이것이 인화되어 후부 15인치(38 cm) 포의 탄약고 폭발이 함미를 파괴한 것으로 생각되었다. 이 폭발이 연료를 태우면서 우현연료탱크를 경유해 전체로 전해져 전부의 탄약고를 폭발시켜 함을 완전히 파괴했을 가능성이 있다.
후드의 잔해는 함수부는 일체의 구조물이 파괴된 상태이고, 노출되어 있는데, 1번 포탑에서 전부 갑판에 이르는 커다란 구획이 사라졌다. 선체중앙부의 외판은 바깥쪽으로 휘어졌다. 거기에 600롱톤(610 t)의 사령탑를 포함한 전부 구조물의 주요 부분은 선체의 잔해에서 1.1 km(0.59 nmi; 0.68 mi)이상 떨어진 곳에서 발견되었다. 이것은 후부의 탄약고 폭발의 화염과 압력이 전부에 미쳐 전부의 15인치 포의 탄약고를 폭발시켰을 것이라는 견해를 뒷받침하는 것이다. .

## 프린스 오브 웨일즈

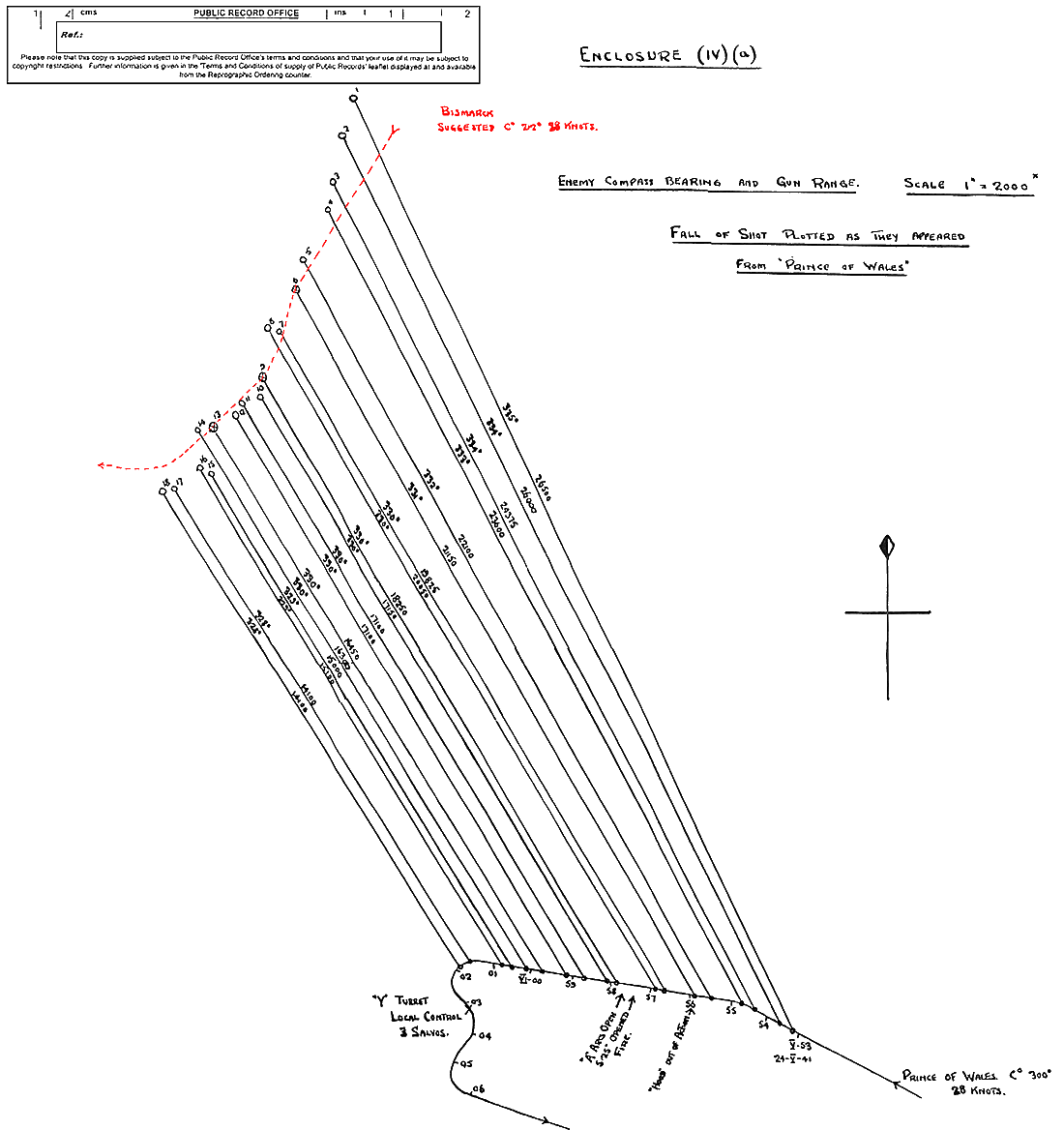
The original gunnery plot of HMS Prince of Wales for the battle of the Denmark Strait (click to enlarge). This shows the ranges and bearings of the 18 salvos fired by Prince of Wales under director fire control between 05:53 and 06:02. Three salvos fired by "Y" turret under local control are not shown. The track of Bismarck (in red) is a post-battle estimate.

프린스 오브 웨일즈는 침몰하는 후드를 향해 전진하고 있었다. 함장 존 리치는 후드의 잔해에서 긴급 회피를 명령했다. 이 급격한 진로변경은 스스로의 조준을 틀리게 하여 거꾸로 비스마르크에게는 매우 노리기 쉬운 위치로 자신을 내보내는 결과를 맞이했다. 이윽고 원래의 코스로 돌아왔으나, 이번에는 2척의 독일 함선의 포화를 집중적으로 맞게 되었다.
프린스 오브 웨일즈는 프린츠 오이겐에게 4번, 비스마르크에게 3번의 일제사격을 받았다. 그중 1발은 상부구조물(superstructure)을 관통해 나침 플랫폼과 대공방어 플랫폼의 승무원 다수를 사상시켰다. 다른 1발의 파편은 레이다실을 타격해 안에 있던 승조원의 목숨을 빼앗았다. 프린츠 오이겐의 8인치 (20 cm) 포 한발은 후부 5.25인치(13.3 cm) 포탑의 하부에 있던 양탄기실에 날아들어왔다. 또 비스마르크의 15인치 (38 cm) 포 1발은 현측 장갑대의 아래 흘수선 아래쪽에 명중해 홀수선 밑 25피트 (7.6 m)의 선내에 약 13피트 (4.0 m) 정도 침입했으나 방뇌장갑격벽에 의해 저지되었다. 프린스 오브 웨일스에게 다행으로 모든 탄환이 불발했으나 소량의 침수로 인한 연료유실은 불가피했다. 프린스 오브 웨일스의 수면하를 공격한 15인치(38 cm) 포탄에 대해서는 여러 가지 잘못된 견해가 나왔으나, 이것은 보조기관실에 잔류해, 탄약고를 위험에 빠뜨렸다는 사실은 없다.
이때 프린스 오브 웨일즈의 함포의 부조합은 심각한 것으로 대부분의 주포가 사용불능이 되었다. 리치 함장은 이대로 전투를 계속 이어가고, 적에게 계속 피해를 받는다면 이대로 함을 상실할 위험을 무릅쓰게 된다고 판단해 연막을 전개하고 전장에서 이탈하라고 명령했다. 06:04, 프린스 오브 웨일즈는 후부포탑의 포측조준 발사하면서 전장에서 이탈했다. 그러나 이 포탑도 1,500톤 무게로 인해 선회 장치가 고장나 조작불능이 되고 말았다. 포탑의 인력과 민간인 기술자의 노력에도 불구하고, 고장이 회복된 것은 08:25가 되어서였다.
이때 일제사격은 불가능했고, 또 근탄이라고 생각된다. 프린스 오브 웨일스는 06:10에 전투를 중단했다. 사망자는 13명, 부상자는 9명이었다. 이때 최초의 회두로 인해 프린스 오브 웨일스가 일단 프린츠 오이겐이 어뢰 사정거리에 들어와 이를 발사하려고 할 때 다시 회두하면서 여기서 이탈하게 된 적이 있으나 이 타이밍은 모두 우연이었다.

## 전투 중지
비스마르크는 후드 격침에 의기양양해졌다. 그리고 프린스 오브 웨일스를 추격해 잡아 버릴것이라고 대부분의 사람들이 예상했다. 비스마르크 함장 에른스트 린데만대령은 뤼첸스 제독에게 허가를 구했다. 린데만은 포술의 전문가로써 프린스 오브 웨일스가 지금 자기 손안에 있다는 것을 알고 있었다. 비록 토베이 제독의 전대가 스카파 플로우를 전날 출발했다고 해도, 프린스 오브 웨일스를 추격해 격침(린데만은 2,3시간 정도 밖에 걸리지 않을거라고 생각했다)한 후에도 아직 비스마르크로부터 300 해리(350 mil; 560 km) 이상 떨어져 있을 거라고 생각했다. 그러나 뤼첸스는 린데만의 추격 허가 요청을 승인하지 않고, 또 설명도 하지 않았다. 린데만은 다시한번 강경하게 요청을 되풀이했다. 뤼첸스는 독일 해군 총사령관 에리히 레더 대제독의 명령-피해를 확대해 또 영국해군의 손안에 비스마르크를 선물하게 되는 불필요한 전투는 피하라는 것-에 그대로 충실했다. 뤼첸스는 프린스 오브 웨일스를 추적하지 않고 전투를 중지했다. 그는 전대를 270도(거의 남서)로 향하도록 했다.
두명의 고위 지휘관의 이 의견 충돌은 그들의 행동규범이 양립할 수 없다는 것의 반영이다. 비스마르크의 함장 린데만은 무엇보다 우선 전술가로서 행동했다. 그래서 자신의 함의 당면 목표가 프린스 오브 웨일즈의 격침에 있다는 것에 어떤 의문도 품지 않았다. 그리고 스스로 굳게 믿고 있는 것을 밀어붙이려 했다. 뤼첸스는 함대 지휘관으로서 또 작전 책임자로서 전략적인 작전 레벨에서 행동했다. 어떤 의미에서 그 명령은 명확했다. 제일 우선 목표는 수송선단의 공격이며, '한정적이며, 아마도 불확실한 결과를 얻기 위해 대규모 교전을 벌이는' 위험을 무릅쓰는 것은 아니었다. 하지만 레더는 다시 뤼첸스에게 전투를 회피할 수 없으면 과감하고 임기응변을 갖고 적극적으로 싸우라는 지시도 내렸었다.
중요한 점은 뤼첸스의 명령이 지금 바로 이루어졌다 같은 화려한 성공을 목표로 한 것이 아니라는 것이다. 그가 굳게 유지한 우선 목표는 오로지 민간의 수송 선단의 격침으로 적 군함과 조우는 극력 피하는 것이었다. 또한 독일을 출발하기 전에 뤼첸스는 콘라드 파츠히 제독과 빌헬름 마샬 제독에 레더의 명령을 고수하겠다고 선언했다. 이 의미는 레더의 명령을 거부했다는 이유로 경질된 함대 사령관의 3번째가될 생각은 없다는 것이었다(마샬은 그 경질된 선임자 중 1명이었다). 거기에 더해 뤼첸스는 자신의 명령 결정에 대해 부하의 의견을 요구하는 성격은 아니었다.
뤼첸스는 만일 싸우는 상대가 킹 조지 5세가 아닌, 공시의 끝나지 않은 프린스 오브 웨일스인 줄 알고 있었다고 해도 그 결정을 뒤집기는 않았을 것이다. 프린스 오브 웨일스를 추격하는 것은 전대를 노퍽과 서퍽에서 추가 포격과 어뢰 공격에 빠질 것을 의미하며 명확히 금지된 모험에 그의 전대와 승조원들을 처하게 되는 것이었다.
06:19와 06:25사이에 서퍽은 비스마르크의 방향으로 6번의 일제 사격을 했지만 그것은 비스마르크와 항공기의 레이다 반응을 잘못잡았던 것이었다. 그때 서퍽은 비스마르크와 프린츠 오이겐의 어느 쪽이든 사정 거리 밖에 있었다.

## 그 후
홀랜드 중장이 전사했기에 프린스 오브 웨일즈의 지휘는 노퍽, 서퍽와 함께 웨이크 워커 소장이 맡게 되었다. 그것은 비스마르크를 격침하기 위해 충분한 군함이 집중할때까지 비스마르크에 대처할 책임을 맡게되었다는 것을 뜻하기도 한다. 웨이크 워커는 비스마르크와의 전투를 재개하거나 아니면 도착할 도비 제독에 의한 공격을 확실히 하느냐는 선택 사항이 있었지만 그는 후자를 선택해 독일 전대의 추격을 계속했다. 웨이크 워커는 이 이상 전투는 비스마르크에게 주어준 것보다 더 큰 피해를 프린스 오브 웨일즈에게 주고, 더해서 순양함도 위험에 빠뜨릴 수도 있다는 결론이었다. 그는 도비가 접근하고 있다는 것을 알았다. 그래서 프린스 오브 웨일즈에게 가능하한 속도로 노퍽를 따라가라고 명령하고, 공격을 받을때에는 노퍽가 맡기로 했다. 0757 서퍽는 비스마르크가 속도를 떨어뜨린 것을 피해가 발생한 것으로 생각한다고 보고 했다.

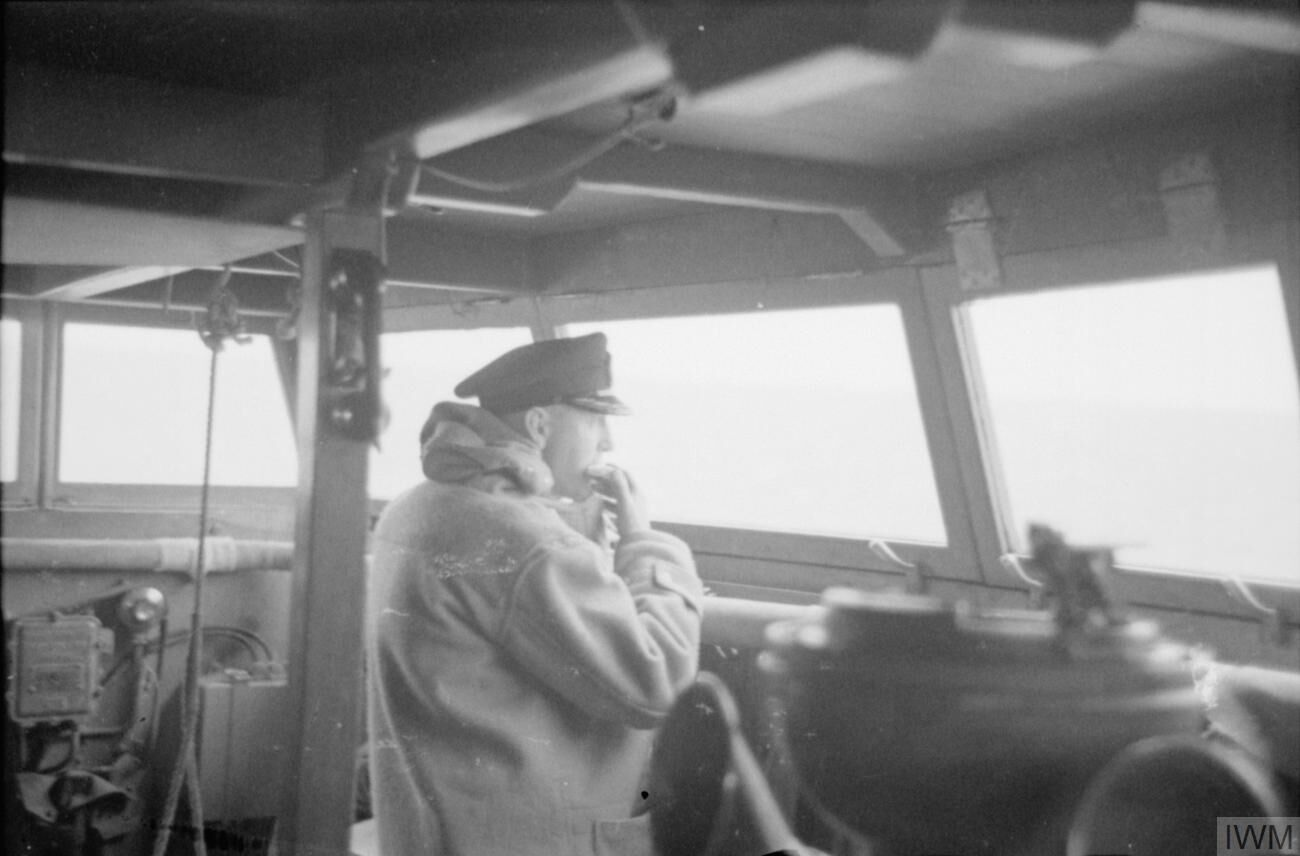
비스마르크를 추적하는 동안 함교에서 그대로 점심을 먹는 서퍽 함장'

비스마르크가 함수에 최초 명중탄을 받을때부터 26명으로 이루어진 함의 6개의 데미지컨트롤팀은 모두 피해복구를 위해 쉬지 않고 움직였다. 우현의 스크류의 선단이 수면상에 보인다는 보고를 받자 리델만은 함의 트림을 회복하기 위해 함미의 2개의 격실에 주수할 것을 명령했다. 그는 또한 다이버에게 필요불가결한 1,000 롱톤(1,000t)의 연료를 저장한 함수의 연료탱크를 곧 전부의 보일러실에 접속시켜 다음 상갑판에 잠정적인 라인을 설치하여 후부연료탱크에 접속시키라고 명령했으나 모두 실패했다. 리델만은 다음으로 함수의 구멍을 받침으로 메우기 위해 비스마르크의 속도를 떨어뜨려 우선 한쪽으로 기울인 다음 다시 한쪽으로 기울이는 허가를 요구했으나 뤼첸스는 이번에도 설명 없이 거부했다. 결국, 제독은 제2통실과 보조 기관실의 구멍을 해모크와 충돌방지매트로 매우고 해수의 유입을 멈추기 위해 22노트(25 mph; 41km/h)까지 감속하는 것에 동의하지 않을 수 없었지만, 이 시도도 실패로 끝났다. 제2통실은 폐쇄되고 속도는 28노트(32 mph; 52km/h)로 저하되었다.
침수와 함께 연료의 유출도 발생되었다. 뤼첸스는 프린츠 오이겐에게 후퇴해 이것을 함미후방에 얼마나 흔적을 끌고 있는지 확인하라고 명령했다. 기름의 융단은 항적의 양측을 넓게 퍼져 무지개빛으로 빛나고 있었고, 강한 냄새를 뿜어내고 있었다. 이것은 비스마르크의 항적을 숨길 수 없다는 것은 당연한 것이었다.
전부연료탱크의 손상과 작전의 초기에 베르겐에게 연료보급의 기회를 놓친 것이 문제가 되어 비스마르크의 연료잔량은 곧 3,000롱톤(3,000t)을 밑돌고 있으며, 이것은 대서양에서 선단공격을 실시하기에는 매우 불충분하였다. 또 작전 성공에 있어 불가결한 것이라 생각되는 기습의 요소는 이제 분명히 없어져 버렸을 뿐만 아니라 전대는 서퍽, 노퍽 더해서 프린스 오브 웨일스에게도 추적당하고 있는 것이었다. 뤼첸스는 비스마르크의 임무를 중지하고 수리를 위해 가까운 독으로 향할 필요가 있다고 판단했다.
문제는 어느 항구로 가느냐는 것이었다. 적성국이 아닌 항구에서 가장 가까운 곳은 베르겐과 트론헴 인데, 거리는 1,000마일(870nmi; 1,600km) 정도였다. 그러나 그 방향으로 전진하는 것은 아이슬란드의 북쪽 또는 남쪽을 통과해야 한다는 것을 의미하고, 이것은 적 공군이 그들의 통과를 전력으로 지켜보고 있는 데다 스카파 플로에서 강력한 전대가 몰려올 가능성도 있었다. 또한 뤼첸스는 자신이 가진 정보가 믿을 수 없는 것이라는 것도 알았다. 해군의 북부관구사령부에서는 후드는 "서아프리카에 있다" 라고 알고 있었고, 킹 조지 5세급이 주변에 있었다는 정보도 얻지 못했다.
베르겐으로 돌아가자는 린데만의 진언을 거부하고, 뤼첸스는 비스마르크가 프랑스의 생 나제르 항으로 향하도록 명령했다. 프랑스의 해안은 베겐보다 600마일 (520nmi; 970km) 더 멀리 있었으나, 그 위도에서 비교적 긴 밤과 넓은 해면으로 추격자를 따돌릴 가능성이 있었고, 더해서 U보트의 경계선 안쪽으로 유인할 가능성도 있었다. 그래서 비스마르크의 피해 수리가 일단 완료된다면, 영국의 통상루트의 끝에 바로 위치하고 있기에 순양전함 샤른호스트와 그나이제나우의 잠재적 지원도 받을 수 있을거라 생각했다. 양함은 "베를린 작전" 종료 후 그해 초기부터 브레스트에서 수리와 오버홀을 받고 있었다. 다만 브레스트는 생 나제르 보다도 영국 본토와 가까워 영국 공군폭격기의 행동범위 안에 있었다.
뤼첸스는 피해 없는 프린츠 오이겐을 이탈시켜, 단독으로 통상파괴를 하라고 했다. 순양함은 훨씬 남쪽의 유조선과의 회합지점으로 향했다. 그러나 프린츠 오이겐은 주기의 고장이 심각해 결국 통상파괴를 하지 못하고, 1척의 상선도 침몰시키지 못한채 임무를 단념하고 결국 브레스트에 입항했다.

## 반응

### 독일
뤼첸스의 전과 뉴스는 베를린, 빌헬름스하펜(Wilhelmshaven), 그리고 파리를 청천벽력과 같이 강타했다. 긴급전화가 독일 지배하의 유럽 전역을 폭풍처럼 휩쓸었다. 베를린의 해군본부는 뤼첸스의 승리에 흡족해 했지만, 그 기쁨은 비스마르크의 피해와 프랑스로 향하고 있다는 사실을 알자 희박해졌다. 총사령관 레더 제독은 뤼첸스가 바로 생 나제르로 향할지 그대로 추격을 따돌리기 위해 중부대서양으로 경유해 나아갈지 알지 못했다. 레더는 바로 참모장 오토 슈니빈트(Otto Schniewind) 제독과 만나 슈니빈트는 빌헬름스하펜의 북부관구사령관인 루돌프 칼스(Rolf Carls) 제독에게 전화를 걸었다. 칼스는 뤼첸스를 독일로 불러 돌아오라는 명령을 작성했으나 아직 발신하지 않았다. 슈니빈트는 뤼첸스는 정오에 북부 헤브리디스와 남부 그린랜드 사이에 이어진 경계선을 가로질러 북부관구에서 서부관구의 관할로 이동해 뤼첸스를 소환한 명령을 칼스가 내리는 것은 안 된다고 지적했다. 슈니빈트는 다음에 서부관구사령관 알프레드 자르벤터(Alfred Saalwachter) 제독에게 전화를 걸어 그에게 뤼첸스를 불러 들일 생각이 없고, 그런 결정은 슈니빈트와레더 사이에서 논의해야 한다고 생각하고 있음을 확인했다.
레더는 슈니빈트와 다시 연락해 그들의 수중에는 상황에 관련된 충분한 정보가 없어, 가장 잘 이해하고 있는 것은 뤼첸스 그 사람이라고 말했다. 그리고 레더는 바이에른 알프스의 오버잘츠베르크에 있던 아돌프 히틀러에게 전화로 연락을 취했다. 히틀러는 후드침몰의 뉴스를 냉정하게 받아들였고, 즐거워하고 이긴 것을 자랑하는 듯한 기색은 보이지 않았다. 레더의 보고를 들은 뒤 히틀러는 측근에게 고개를 돌려 그 개인적인 감상을 이렇게 말했다.

“영국의 순양함에 포착되어 가면서 뤼첸스가 후드를 침몰시키고, 고장을 안고 있던 다른 1척도 거의 행동불능으로 만들었는데, 왜 그 녀석도 침몰시키지 않았는가? 왜 지금 상태에서 벗어나 반전하려 하는가?

후드 격침 뉴스는 요제프 괴벨스 선전장관에 의해 열광적으로 다루어졌다. 저녁에는 "이제 정복할곳은 영국으로" 기타 경기가 좋은 군악과 함께 전국에 방송되었다. 독일 국민은 이미 크레타 섬 앞바다에서 영국해군에 대한 독일 공군의 승리 (크레타 섬 전투)의 뉴스에 들끓고 있었고, 후드 격침에 도취되었다.

### 영국
영국 대중은 가장 상징적인 군함과 약 1,400명 이상의 승무원을 순식간에 잃어버린 것에 충격을 받았다. 해군본부는 비스마르크를 몰아붙여 격침시키기 위해 대서양에서 사용가능한 군함을 모두 동원했다. 영국 해군은 전력으로 비스마르크를 추적해 전투를 벌였고, 그리고 5월 27일 아침에 그것을 완수했다.

훗날 웨이크-워커와 프린스 오브 웨일스 함장 존 리치는 군법회의에 회부되었다. 문제가 된 것은 후드가 격침된 후, 비스마르크와 교전을 계속하지 못한 것 때문이었다. 본국함대 사령장관 존 토베이는 이 비판에 했다. 토베이와 그의 상관인 제1 해군경 더들리 파운드 경 제독과의 사이에서 격렬한 논의가 이루어졌다. 토베이는 2명의 사관이 자함을 불필요한 위험에 빠뜨리지 않고 독일 전대를 추적한 행동은 옳은 것이라고 주장했다. 또 프린스 오브 웨일스의 주포는 고장을 되풀이해 도저히 비스마르크를 상대할 상태가 아니었다고 말했다. 토베이는 군법회의가 열린다면 사령관직에서 물러나 어떤 법정에서도 "피고의 친구" 인 피고 측 증인으로 출석하겠다고 선언했다. 그 후 군법회의가 제안되지 않았다.

영국 사문위원회는 신속하게 후드의 폭발 원인을 조사해 보고서를 작성했다. 최초 사문에 대해 이용할 수 있는 모든 증거를 음미하지 않았다는 비판이 있었기 때문에 제2차 사문위원회는 보다 광범위하게 후드의 상실에 대해서 조사했고, 폭발 원인으로서 생각되는 것이라는 관점에서 그 시점에 취역중인 대형 군함의 취약성 시험을 실시했다. 결론은 처음 사문의 때와 마찬가지로 비스마르크의 15인치(38cm) 포탄이 후드 후부의 탄약 폭발을 초래했다는 것이었다. 그 결과 구식 군함에 대해 탄약고의 방어 강화 및 그것에 관련된 약간의 개선이 이루어졌다.

많은 해군 역사가 및 작가는 비스마르크 전투의 분석을 하면서 양쪽 지휘관의 판단에 대해 고찰했다. 가장 논란의 대상이 되었던 것 중 하나는 뤼첸스 제독이 전투를 지속하지 않고, 대서양으로 향하도록 선택한 것이었다. 지극히 고립적인 뤼첸스는 프린스 오브 웨일스를 추격하지 않은 것에 대한 설명을 하지 않았다.

## 유틀란드 해전과의 유사
이 해전에서 홀랜드 중장의 행동은 유틀란드 해전의 초기 단계에서 데이비드 비티 제독과의 유사점이 몇개 찾아낼 수 있다. 홀랜드의 행동에는 H부대의 도착까지 웨이크-워커의 추적을 지원하지 않고, 즉시 비스마르크와 교전해야 한다고 생각한것은 분명하다. 비티도 마찬가지로 독일 함대를 존 제리코 제독이 이끄는 영국 대함대쪽으로 유인하지 않고, 자신의 전력으로 프란츠 폰 히퍼 제독의 독일 순양전함부대와 교전 해야 한다고 생각했다.
홀랜드는 비티처럼 대형함의 수에서는 우세했지만 각각의 단위 전투력은 열세였다. 게다가 홀랜드가 한 전력배치와 유틀란드의 비티의 배치에도 유사점이 있다. 비티도 홀랜드도 독일 부대를 침로전면에 놓고 공격했다. 그 결과로써 비티 함대는 중앙 및 후부의 포탑을 적을 향하게 하는 것이 어려웠고 홀랜드 부대도 후드의 최후 좌회두직전까지 후부 포탑을 사용하지 못했다. 비티는 함대 중에 가장 장갑이 얇은 순양전함부대를 전열의 선두에 놓고, 더 강력한 장갑을 두른 퀸 엘리자베스급 전함을 후위에 배치했다. 마찬가지로 홀랜드도 낡고 방어가 약한 후드를 더 강력한 (취역한 직후 시험도 마치지 못했지만) 프린스 오브 웨일스의 앞에 배치했다. 또한 양쪽 제독 모두 기함에서 관할 부대에 대해 엄격하게 통제를 실시했다. 이것은 리치 함장이 독자의 판단으로 프린스 오브 웨일스를 기동시켜, 적을 혼란에 빠뜨릴 수 있는 행동을 취할 가능성을 잃게 만들었다.

## 같이 보기
- Operation Rheinübung Sortie of Bismarck and Prinz Eugen

## 참고

### 인용
1. 1 2 3 4  Barnett 2004, p. 295.
2. ↑  Dr. Mann, Chris (2008). Great Battles of World War II. Bath: Parragon Books Ltd. P60
3. ↑  Barnett 1991, p. 288.
4. ↑  Kennedy 1974, p. 66.
5. ↑  Bercuson and Herwig 2001, p. 140.
6. ↑  Kennedy 1974, p. 108
7. ↑  Chesneau 2002, p. 151
8. ↑  Kennedy 2004, pp. 70–71.
9. ↑  Boyne 1995, p. 59.
10. ↑  Barnett 1991, p. 292.
11. ↑  Bonomi, The Battle of the Denmark Strait
12. ↑  Naval Staff History, German Capital Ships and Raiders in WW2, Battle Summary No. 5, p8.
13. 1 2  “Garzke and Dulin, Bismarck's Final Battle, part 1.”. 2009년 12월 7일에 원본 문서에서 보존된 문서. 2009년 12월 7일에 확인함.
14. ↑  Grützner 2010, p. 180.
15. ↑  Rico, Operation Rheinübung see sections, Jot! Dora and The Destruction of the Hood. www.kbismarck.com
16. ↑  Chesneau 2002, p. 156.
17. ↑  Sonar image of the wreck site
18. ↑  Chesneau 2002, p. 178-179
19. ↑  “Jurens, Garzke, Dulin, Roberts (V),Fiske, A MARINE FORENSIC ANALYSIS of HMS Hood and DKM Bismarck” (PDF). 2011년 7월 28일에 원본 문서 (PDF)에서 보존된 문서. 2009년 11월 24일에 확인함.
20. ↑  Bercuson and Herwig 2001, pp. 169–70.
21. ↑  Bercuson and Herwig 2001, p. 173.
22. ↑  Kennedy 2004, p. 99.
23. ↑  Bercuson and Herwig 2001, p. 170.
24. 1 2  Kennedy 2004, p. 100.
25. ↑  Bercuson and Herwig 2001, p. 172.
26. ↑  Bercuson and Herwig 2001, p. 171.

### 저서
- Adams, Simon. World War II. London: Dorling Kindersley Publishing, 2000. ISBN 0-7894-6990-1
- Barnett, Correlli. Engage the enemy more closely: the Royal Navy in the Second World War. New York: W.W. Norton, 1991. ISBN 0-393-02918-2
- Bercuson, David J and Holger H. Herwig. The Destruction of the Bismarck. Woodstock and New York: The Overlook Press, 2001. ISBN 1-58567-192-4.
- Bennett, Geoffrey. Naval Battles of WW2. Barnsley, South Yorkshire UK: Pen and Sword Books, 2003. ISBN 978-0-85052-989-0
- Bonomi, Antonio. "The Battle of the Denmark Strait", 2008.
- Boyne, Walter J.. Clash of Titans: World War II at Sea. New York: Simon & Schuster, 1995. ISBN
- Chesneau, Roger. Hood: Life and Death of a Battlecruiser. London: Cassell Publishing, 2002. ISBN 0-304-35980-7.
- Dewar, A.D. Admiralty report BR 1736: The Chase and Sinking of the “Bismarck”. Naval Staff History (Second World War) Battle Summary No. 5, March 1950. Reproduced in facsimile in Grove, Eric (ed.), German Capital Ships and Raiders in World War II. Volume I: From “Graf Spee” to “Bismarck”, 1939–1941. London: Frank Cass Publishers 2002. ISBN 0-7146-5208-3
- Garzke, William H and Dulin, Robert O. Allied Battleships in World War II. United States Naval Institute, 1980. ISBN 0-87021-100-5.
- Grützner, Jens (2010) (in German). Kapitän zur See Ernst Lindemann: Der Bismarck-Kommandant – Eine Biographie. VDM Heinz Nickel. ISBN 978-3-86619-047-4.
- Kennedy, Ludovic, Pursuit: The Chase and Sinking of the Bismarck. New York: The Viking Press, 1974. ISBN 0-670-58314-6
- Kennedy, Ludovic Pursuit: The Chase and Sinking of the "Bismarck". London: Cassell Military Paperbacks, 2004. ISBN 0-304-35526-7
- Storia Militare, La battaglia dello Stretto di Danimarca, 2005
- Schofield, B.B. Loss of the Bismarck (Sea Battles in Close-Up). London: Ian Allen Ltd. 1972.
- Tarrant, V E. King George V Class Battleships. London: Arms and Armour Press, 1991. ISBN 1-85409-524-2.

## 참고 문헌
- Robert Winklareth The Battle of the Denmark Strait: A Critical Analysis of the Bismarck's Singular Triumph Casemate Publishers